# Erik Gustaf Geijer

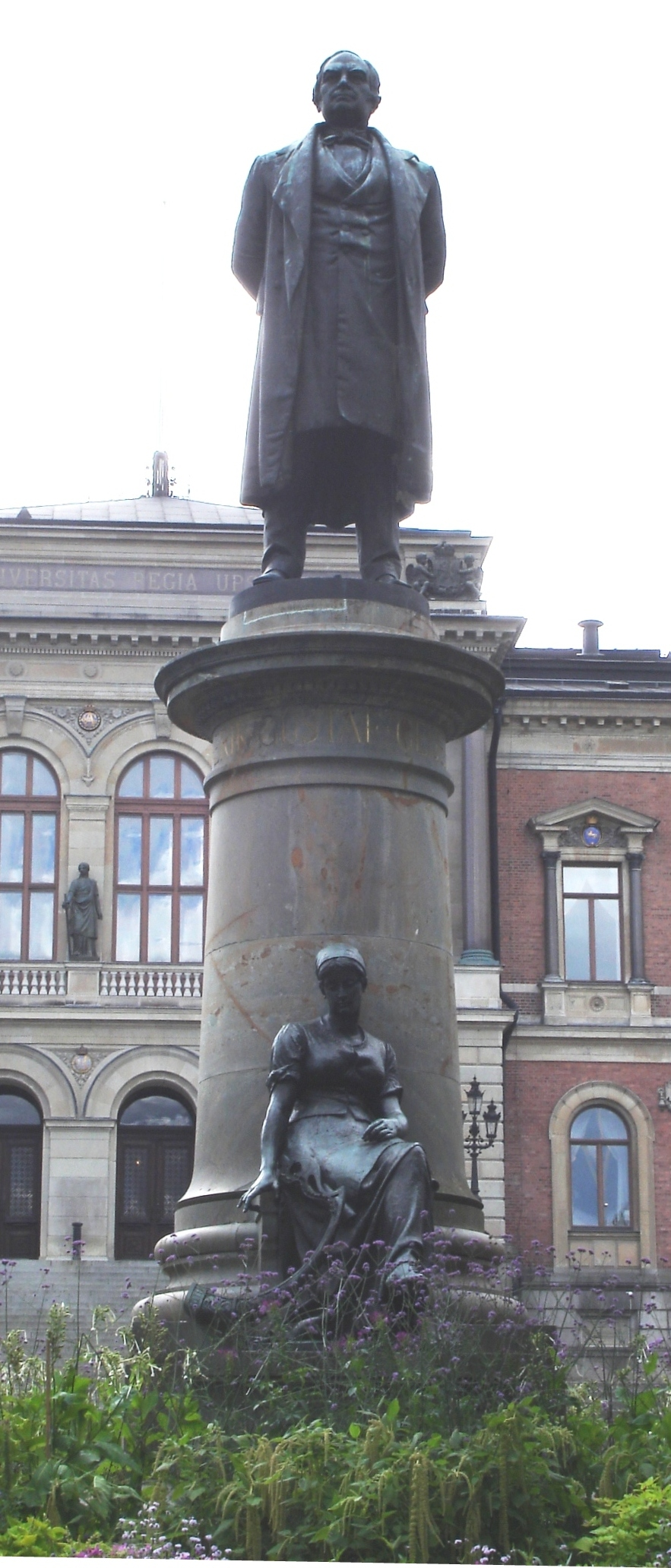
Statue de Geijer à l'Universitetsparken à Uppsala.

Erik Gustaf Geijer (né le 12 janvier 1783 et mort le 23 avril 1847) est un écrivain suédois, historien, poète, philosophe et compositeur. Ses écrits ont servi à promouvoir le nationalisme romantique suédois. Il a également été un défenseur influent du libéralisme.

## Biographie
(juin 2017).
Le contenu est difficilement compréhensible vu les erreurs de traduction, qui sont peut-être dues à l'utilisation d'un logiciel de traduction automatique.
Erik Gustaf Geijer naît le 12 janvier 1783 à Ransäter (en), dans la commune de Munkfors dans le comté de Värmland. Il étudie au gymnasium de Karlstad puis à l'université d'Uppsala, où il obtient sa maîtrise en 1806. En 1803, il concourt avec succès pour un prix historique offert par l'Académie royale des sciences de Suède. En 1809, il voyage en Angleterre. L'année suivante, il devient professeur d'histoire à Uppsala, et en 1815 assistant d'Eric Michael Fant. Succédant à Fant, Erik Gustaf Geijer est professeur d'histoire à partir de 1817 à l'université d'Uppsala où une statue lui rend hommage aujourd'hui. Il est recteur de l'université d'Uppsala durant les années 1822, 1830, 1836 et 1843-1844. En tant que représentant de l'université, il est membre du clergé de l'Église de Suède : 1828-1830 et 1840-1841. Il est membre de Académie suédoise (siège 14) à partir de 1824. En 1835, il devient membre de l'Académie royale des sciences de Suède,.
Il est également un membre fondateur de la Geatish Society (suédois : Götiska förbundet). Dans le premier numéro de son périodique, Iduna, paraît le plus célèbre poème de Geijer Le Viking (suédois : Vikingen), qui décrit le viking comme le Norseman héroïque que beaucoup d'entre nous peuvent imaginer aujourd'hui et qui a marqué un tournant dans la réhabilitation de la culture nordique parmi le peuple suédois. Il collabore également avec Arvid August Afzelius, dans la collection en trois volumes de chansons populaires suédoises, Svenska folk-visor från forntiden (Stockholm, 1814 à 1816).
Geijer est également un historien de renom, bien qu'il n'achève pas l'une des vastes entreprises qu'il prévoyait. Des Registres de la Suède (suédois : Svea Rikes häfder), qui devaient couvrir l'histoire de son pays natal des âges mythiques jusqu'à son époque, il ne termine que le volume d'introduction. Son Svenska Folkets historia (3 vol., 1832-1836), qui devait faire partie de la série d'histoires européennes éditée par Léon et Ukert, n'est pas portée au-delà de l'abdication de la reine Christine de Suède (1654), la raison en étant probablement la conversion de l'auteur au libéralisme en histoire et en politique. Il a toutefois été suggéré que la déclaration de Geijer en faveur du libéralisme était peut-être autant une sortie du placard qu'une véritable conversion. Aussi incomplètes qu'elles soient, ces œuvres sont des contributions très appréciées à l'histoire suédoise. Son Histoire des suédois jusqu'à Charles X a été traduite en anglais par Turner, avec introduction biographique (Londres, 1845).
Geijer est chargé d'examiner et d'éditer les documents que Gustavus III a légué à l'université d'Uppsala, à condition qu'ils ne doivent pas être ouverts pendant cinquante ans après sa mort. Dans l'accomplissement de sa charge, Geijer organise ces articles dans un ouvrage paru en 1843-1845 sous le titre de Gusstaf III's efterlemnade papper, mais ils ne contiennent que peu ou aucune valeur.
Bien qu'il devienne célèbre en tant qu'auteur nationaliste, Geijer change d'avis au cours de sa vie. Au cours des dix dernières années de sa vie, il prend une part active à la vie politique et commence à défendre la réforme sociale et le libéralisme,. Bien que ses écrits politiques possèdent un grand mérite, la polyvalence même de ses pouvoirs le détourne de les appliquer méthodiquement à l'élaboration complète d'un sujet en particulier.
En 1846, l'aggravation de son état de santé le contraint à démissionner de son poste de professeur à Uppsala. Il meurt à Stockholm. Il laisse quelques mémoires personnels, Minnen (Upsala, 1834). Ses œuvres rassemblées, Samlade Skrifter, avec un traité bibliographique de Teodblad (8 vol.), paraissent à Stockholm (1873 à 1875).

## Geijersgården
Geijersgården est un manoir historique situé à Uppsala, au nord de la bibliothèque de l'université d'Uppsala. Geijersgården est nommé d'après Erik Gustaf Geijer, qui y vécut de 1837 à 1846. Le bâtiment principal a été construit entre 1737 à 1738. Le domaine a acquis son aspect actuel vers 1850.
En 1934, le domaine a été repris par l'université d'Uppsala et depuis 1965 a abrité la Fondation Dag Hammarskjöld (Hammarskjöldfonden). Le bâtiment a été restauré en 1983 après un incendie dans lequel les parties occidentales de l'immeuble ont été gravement endommagés. Les bâtiments sont classés en tant que propriétés historiques vertu de la Loi monuments culturels suédois (Kulturminneslagen).

## Sélection d'œuvres
- Om falsk och sann upplysning med avseende på religionen, 1811
- Thorild: Tillika en filosofisk eller ofilosofisk bekännelse, 1820
- Svea rikes häfder, 1825
- Svenska folkets historia, I-III, 1832–1836
- Minnen, 1834

## Œuvres musicales

### Musique de chambre
- Sonate pour violon en sol mineur, 1819
- Sonate pour violon en ré mineur
- Sonate pour violon en fa
- Sonate pour violon en A♭
- Sonatine pour violoncelle et piano, 1838?
- Trio pour piano en A♭
- Quatuor pour piano en mi mineur, 1825, publiée 1865
- Quintette pour piano en fa mineur, 1823
- Quatuor à cordes en fa, années 1830
- Quatuor à cordes en si, 1846–1847

### Piano
- Sonate pour piano en sol mineur, 1810
- Fantasi en fa mineur, 1810
- Divertimento, 1824
- Midnattsfantasi, 1833
- Scherzo, 1838
- Aftonstunder pour piano, 1840
- Double sonate E♭ pour quatre mains, un piano, 1819
- Double sonate en fa mineur pour quatre mains, un piano, publiée en 1820.

### Chansons
(ses propres mots, sauf indication contraire)
- Sångstycken med ackompagnement för Piano-forte (1834)
  - Söderländskan i Norden ; I en ung flickas album ; Blomplockerskan ; Bilden ; Tonerna ; De små (duet) ; Höstvisa (duet) ; Soldatflickorna (duet)
- Nya sånger med ackompanjement för piano-forte (1836)
  - Vårsång (trio) ; Den första sommarfläkten (trio) ; I dansen (duett) ; På sjön (a cappella choir) ; Avsked med eko (a cappella choir) ; Aftonkänsla (a cappella choir) ; Skärsliparegossen ; Reseda ; Ur dansen
- Nyare sånger till forte-piano (1837)
  - Barndomsminnen ; Min hustrus visa ; Gräl och allt väl ; Min music ; Vallflickans aftonvisa ; Första aftonen i det nya hemmet ("Jag vet en hälsning mera kär") ; Husarbrudarna (duet) ; Marsch ("För Gud och sanning") (men's chorus)
- Gammalt och nytt. Sånger för forte-piano. (1838)
  - Spinnerskorna (duet) ; På nyårsdagen ; Den lilla kolargossen (The Little Charcoal-burner) ; Riddar Toggenborg ; Anderöst (Per Daniel Amadeus Atterbom) ; From Lidner's Medea (I) and (II) (Bengt Lidner) ; Den slumrande lilla flickan (Carl Wilhelm Böttiger)
- Sånger till forte-piano. 5:e häftet. (1839)
  - Vår och saknad (duet) ; Kom! Farväl! (duet) ; Anna (duet) ; Den femtiosjätte födelsedagen ; Kommer ej våren ; Salongen och skogen ; Sångerskan ; Flicktankar ; Gondolieren
- Sånger till forte-piano. 6:e häftet. (1840)
  - Aftonklockan ; Natthimmelen (The Night Sky) ; Höstsädet ; Min politik (My politics) ; Tal och tystnad (Speech and Silence, 1838); På vattnet ; Studentsång ("Fädernesland, vars härliga minnen") (men's chorus) ; Aftonbetraktelse (mixed choir) (Carl Wilhelm Böttiger)
- Sånger till forte-piano. 7:e häftet. (1841)
  - Flickorna (duet) ; På dagen av mitt silverbröllop (duet) ; Afton på sjön (duet) ; På en väns födelsedag (duet) ; På en resa i hembygden ; Vallgossens visa ; Juldagen 1840 ; Vad jag älskar ; Stjärnglansen
- Sånger till forte-piano. 8:e häftet. (1842)
  - Det fordna hemmet ; Mod och försakelse (1839, for Jenny Lind) ; Till min dotter ; Sparvens visa ; Vid en väns tillfrisknande ; Den sörjandes morgon ; Avskedet ; Han ; Det sextionde året (duet) ; Aftonen (trio) ; Solens nedgång i havet (mixed choir)
- Sånger till forte-piano. 9:e häftet. (1846)
  - Den enfaldiga visan ; Arbetarens visa ; Skridskovisa ; Den nalkande stormen ; Två sånger utan ord (piano)

### Autres œuvres vocales
- Musik för sång och för fortepiano (with Adolf Fredrik Lindblad (1824)
  - Thekla. Eine Geisterstimme. (Friedrich von Schiller)
  - Till en liten flicka med en guldkjed
  - Svanhvits sång (Per Daniel Amadeus Atterbom)
  - Nya märkvärdigheter (after Friedrich von Schiller) (men's choir)
  - Nähe des Geliebten (Johann Wolfgang von Goethe)
- Aftonstunder vid piano-forte tillegnade min dotter (1840)
  - Tillegnan
- Bragurmannen (songs by Geijer, Adolf Fredrik Lindblad and Johan Erik Nordblom) (1845)
  - Tålamod
  - Harmoniens makt (duet)
- Other songs
  - Vikingen (The Viking, 1811) ; Odalbonden ; Den siste skalden ; Aftonbön på Ransberg ; Majbetraktelser ; Emma (Johan Olof Wallin) ; Förgät mig ej (possibly Geijer's last song, 1846, published in Nordstjernan, 1847) ; Skaldens farväl ; Mignon
- Other duets
  - Berg och dal ; Slädfarten ; Vid en väns tillfrisknande (duet version) ; Kärleken på resan genom lifvet
- Other trios
  - Mor och dotter ; Natt-tankar (1841) ; Afskedssång (1846) ; Schneiderschreck (Johann Wolfgang von Goethe)

### Autres œuvres pour chœur mixte
- Minne och hopp
- Var lyckan bor
- 1841
- Varning, hopp och bön
- Serenad (Serenata)

### Autres œuvres pour chœur d'hommes
- Svanhvits sång
- Studentmarsch ("Att älska Gud, kung, Fädernesland")
- Till mina vänner
- Vandrar du än